# 仙王座19
仙王座19(天钩增十一)，又名BD+61 2246，HD 209975、SAO 19849、HR 8428，是仙王座的一颗恒星，视星等为5.11，位于銀經104.87，銀緯5.39，其B1900.0坐标为赤經22h 2m 3.8s，赤緯+61° 5.39′ 36″。